# 1972年ミュンヘンオリンピックのチェコスロバキア選手団
1972年ミュンヘンオリンピックのチェコスロバキア選手団（1972ねんミュンヘンオリンピックのチェコスロバキアせんしゅだん）は、1972年8月26日から9月11日にかけて西ドイツのミュンヘンで開催された1972年ミュンヘンオリンピックのチェコスロバキア選手団、およびその競技結果。

## 概要
今大会は金メダル2個、銀メダル4個、銅メダル2個の合計8個のメダルを獲得した。

## メダル
| メダル | 選手名           | 競技 | 種目       |
| ------ | ---------------- | ---- | ---------- |
| 金     | ルドビク・ダネク | 陸上 | 男子円盤投 |
| 銅     | エバ・スラノワ   | 陸上 | 女子走幅跳 |